# Catatonia (síndrome)
La catatonia és un estat físic i psíquic, que es pot definir des d'una crisi fins a un trastorn, depenent del temps que duri. Pot durar des d'unes hores, fins mesos, o simplement pot presentar-se en variacions o intervals en la vida d'una persona que té tendència a la catatonia esquizofrènica.
La catatonia no és una malaltia en si mateixa sinó una síndrome degut a múltiples causes. Habitualment es produeix en pacients amb esquizofrènia i en psicosi maníac-depressiva. Però pot produir-se a conseqüència de diverses malalties del sistema nerviós central (tumors, accidents cervell-vasculars, encefalitis i traumatismes), com manifestació d'una epilèpsia i en encefalopaties de causes diverses (per malalties metabòliques, endocrines i intoxicacions).
Hi ha dos tipus de catatonia: una forma benigna i una altra forma maligna d'elevada mortalitat (catatonia letal de Stauder).
La forma maligna es manifesta en fases d'excitació i d'estupor.

## Estupor
Les característiques són: inamovibilitat física, ja que internament la persona que pateix de la crisi catatònica pensa perfectament bé. La persona està massa ficada en els seus pensaments per poder-se moure. El percentatge més alt dels seus pensaments estan desconnectats del món exterior i algunes vegades pot reaccionar front estímuls com quan el metge mou el cos del pacient i queda en aquesta posició ("flexibilitat de cera").
De tant en tant, els pacients poden dir frases sense sentit, o repetir el que el metge diu. També realitzen repeticions de moviments estereotipats.
Malgrat el tractament, la forma maligna té una mortalitat molt elevada.